# Дукель, Барис
Барис Дукель (нидерл. Baris Dukel; 10 апреля 1910 — 5 ноября 1973) — голландский шашист, национальный гроссмейстер, чемпион Голландии по международным шашкам 1959 года

## Спортивная биография
Нидерландский шашист Барис Дукель родился в 1910 году. В 1932 году получил звание национального мастера по шашкам. В 1934 году участвовал в турнире в Эймёйдене, где занял третье место из четырёх после М. Райхенбаха, и Р. Келлера. В 1951 году Дукель занял первое место в «Дамас-турнире» впереди М. Боннара, М. Салетника и Вима де Йонга. 21 раз принимал участие в первенствах Нидерландов, не раз занимая призовые места, но только однажды, в 1959 году завоевал звание чемпиона страны. В 1960 году в чемпионате мира поделил девятое-десятое места с Гуго Ферпостом. В 1967 году прекратил шашечную деятельность. Имел репутацию знатока эндшпиля. Умер в 1973 году.